# .lt
.lt este un domeniu de internet de nivel superior, pentru Lituania (ccTLD).